# 皱叶酸模
皱叶酸模（学名：Rumex crispus）为蓼科酸模属下的一个种。

## 外部連結
- 大黃酚 Chrysophanol （页面存档备份，存于） 中草藥化學圖像數據庫 (香港浸會大學中醫藥學院) （中文）（英文）